# Ловро Грайфонер
Ловро Грайфонер (словен. Lovro Grajfoner; нар. 25 січня 2000, Марибор, Словенія) — словенський футболіст, опорний півзахисник «Минаю».

## Клубна кар'єра

### Ранні роки. «Марибор»
Народився в Мариборі. Футболом розпочав займатися в структурі однойменного клубу. У футболці «Марибора» виступав в Юнацькій лізі УЄФА, в якій дебютував 13 вересня 2017 року в переможному (1:0) домашньому поєдинку 1-го туру проти московського «Спартака». Ловро вийшов на поле на 61-й хвилині, замінивши Альошу Матка. Загалом в Юнацькій лізі УЄФА провів 7 поєдинків. Через високу конкуренцію заграти в дорослій команді клубу так і не вдалося. 

### Оренди в словенські клуби
На початку липня 2019 року відправився в піврічну оренди до «Драви». За нову команду на професіональному рівні дебютував 27 липня 2019 року в програному (1:3) виїзному поєдинку 1-го туру Другої словенської ліги проти «Декані». Грайфонер вийшов на поле в стартовому складі та відіграв увесь матч. Першим голом на професіональному рівні відзначився 30 серпня 2019 року на 27-й хвилині переможного (5:1) домашнього поєдинку 6-го туру Другої ліги Словенії проти «Брежице». Ловро вийшов на поле в стартовому складі та відіграв увесь матч. У першій половині сезону 2019/20 років зіграв 17 матчів (2 голи) в Другій лізі Словенії. Наприкінці грудня 2019 року залишив команду та повернувся в «Марибор».
У середні лютого 2020 року відправився в оренду, цього разу до «Алюмінію». У вищому дивізіоні словенського футболу дебютував 21 червня 2020 року в переможному (4:1) виїзному поєдинку 29-го туру проти «Триглава». Грайфонер вийшов на поле на 75-й хвилині, замінивши Лукаса Горвата, а на 90+2-й хвилині отримав жовту картку. Єдиним голом за «Алюміній» відзначився 2 вересня 2020 року на 40-й хвилині переможного (2:0) виїзного поєдинку кубку Словенії проти «Адрії». Ловро вийшов на поле в стартовому складі та відіграв увесь матч. Загалом у футболці «Алюмінію» в Першій лізі зіграв 21 матч, ще 2 поєдинки (1 гол) провів у кубку країни. Наприкінці червня 2021 року повернувся в «Марибор».

### Вояж на Кіпр
Місяць по тому, 30 серпня 2021 року, вільним агентом залишив словенський клуб та переїхав на Кіпр, де підсилив команду першого дивізіону «Акрітас» (Хлоракас). У команді виступав до середини лютого 2022 року. Про кількість матчів у національному чемпіонаті дані відсутні. Проте відомо, що словенець зіграв 1 матч у кубку Кіпру.

### «Минай»
15 лютого 2022 року підписав контракт з «Минаєм».

## Кар'єра в збірній
Викликався до юнацької збірної Словенії (U-18), у футболці якої провів 1 матч (проти однолітків зі Швейцарії).
У футболці юнацької збірної Словенії (U-19) дебютував 7 червня 2018 року в переможному (3:4) виїзному поєдинку проти юнацької збірної Сербії (U-19). Графойнер вийшов на поле в стартовому складі, а на 60-й хвилині його замінив Лан Стравс. Загалом з 2018 по 2019 рік зіграв 7 матчів за команду U-19.